# Gamma Andromedae
Almach sau Gamma Andromedae este o stea din constelația Andromeda.